# Verrucaria infumata
Verrucaria infumata är en lavart som beskrevs av William Nylander. 
Verrucaria infumata ingår i släktet Verrucaria och familjen Verrucariaceae. Arten är reproducerande i Sverige.